# Bataliony Bezpieczeństwa
Bataliony Bezpieczeństwa (gr. Τάγματα Ασφαλείας, Tágmata Asfalías) – kolaboracyjna formacja zbrojna złożona z Greków w służbie nazistowskich Niemiec podczas II wojny światowej.

## Powstanie i zadania Batalionów Bezpieczeństwa

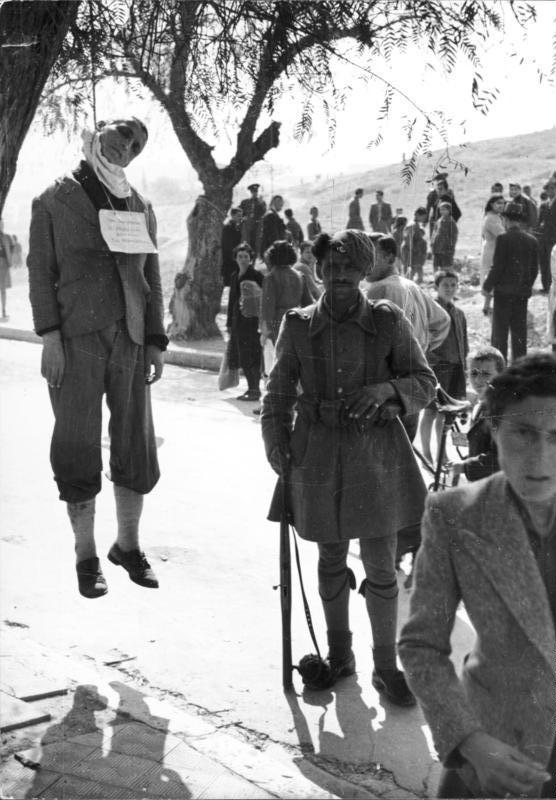
Żołnierz Batalionów Bezpieczeństwa obok powieszonego członka Panhelleńskiego Związku Walczącej Młodzieży w odwecie za zabójstwo dowódcy Organizacji X w rejonie Ampelokipi (Ateny), Konstantinosa Manolakosa. Napis na kartce przyczepionej do wisielca brzmi: „Tak karani są sprzedajni (zdradzieccy) zabójcy Manolakosa”

Greckie Bataliony Bezpieczeństwa zaczęto tworzyć od września 1943 roku z inicjatywy wyższego dowódcy SS i policji w Państwie Greckim, SS-Gruppenführera Waltera Schimany oraz kolaboracyjnego rządu Ioannisa Rallisa. Ich głównym zadaniem było zbieranie kontyngentu rolnego dla III Rzeszy, wspieranie sił niemieckich w walce przeciwko partyzantom oraz pełnienie służby porządkowej, ochrona obiektów militarnych i zdecydowanie kolaborujących przedsiębiorców i ich firm. Batalionów używano też jako policji pomocniczej. Na ich czele stanął gen. Dertilis, a w 1944 roku Dionisios Papadogonas, były oficer greckiej armii. Była to formacja ochotnicza. Rekrutowali się oni spośród członków greckich faszystowskich partii i organizacji, byłych oficerów i żołnierzy, ale także tych, spośród kręgów radykalnie prawicowych i konserwatywnych, którzy uważali lewicową partyzantkę zgrupowaną w ELAS, za główne zagrożenie dla kraju lub dla swych rodzin. Niektóre źródła wskazują na rekrutację także kryminalistów, pozyskanych z więzień.
Żołnierze Batalionów musieli złożyć przysięgę na wierność Adolfowi Hitlerowi oraz całkowite posłuszeństwo niemieckiemu dowództwu. Według innych źródeł przysięga taka rzeczywiście istniała, lecz nie można twierdzić z pewnością czy zawsze była stosowana i kto ją złożył.
Żołnierze Batalionów Bezpieczeństwa nosili greckie mundury wojskowe gwardii, tzw. Evzonów i byli uzbrojeni we włoską broń. Początkowo sformowano cztery bataliony, ale w późniejszym okresie ich liczbę zwiększono do dziewięciu. Łącznie liczyły od 12,5 do 22 tys. żołnierzy, zależnie od okresu okupacji. Operowały głównie we wschodniej i centralnej części kraju oraz na Peloponezie. W okresie odwrotu wojsk niemieckich z Grecji pod koniec 1944 roku ubezpieczały szlaki komunikacyjne przed atakami ELAS. Batalionom Bezpieczeństwa zarzuca się stałe, nieprzerwane popełnianie gwałtów i grabieży wobec ludności cywilnej oraz zamordowanie, bez sądu, tysięcy osób, podejrzewanych o lewicowe sympatie, zbiorowo i publicznie lub skrytobójczo. Na szyjach ofiar często pozostawiano informację np.: „komunista”, czy „zemsta za…”. Ofiary skrytobójstw również identyfikowano, jako ofiary Batalionów Bezpieczeństwa, gdy stanowiły natychmiastową zemstę za akcje ruchu oporu i mówiła to informacja, znajdywana przy ciałach ofiar. Ponadto zbieranie kontyngentu dla III Rzeszy odbywało się w okolicznościach klęski głodu, gdy to według greckich badaczy zmarło z głodu co najmniej 300 tysięcy Greków. Wiosną i latem 1944, także w Atenach Bataliony Bezpieczeństwa dokonywały zbiorowych, natychmiastowych egzekucji osób posądzonych o sprzyjanie lewicy. Odbywało się to w formie łapanki w całej dzielnicy, przy czym mieszkańcom nakazywano przez megafony wyjść na ulice (pozostający w domach byli mordowani na miejscu), po czym ofiary wskazywane były publicznie, przez zakapturzonych donosicieli i natychmiast wieszane lub rozstrzeliwane, bez przeprowadzenia dochodzenia.
Toteż członkowie Batalionów Bezpieczeństwa sami także padali ofiarami gwałtownych walk i zbiorowej eksterminacji przez partyzantów, wspomagających ich ochotników, a nieraz także przez towarzyszący im tłum.

## Bitwa i kaźń żołnierzy Batalionów Bezpieczeństwa w Meligalas

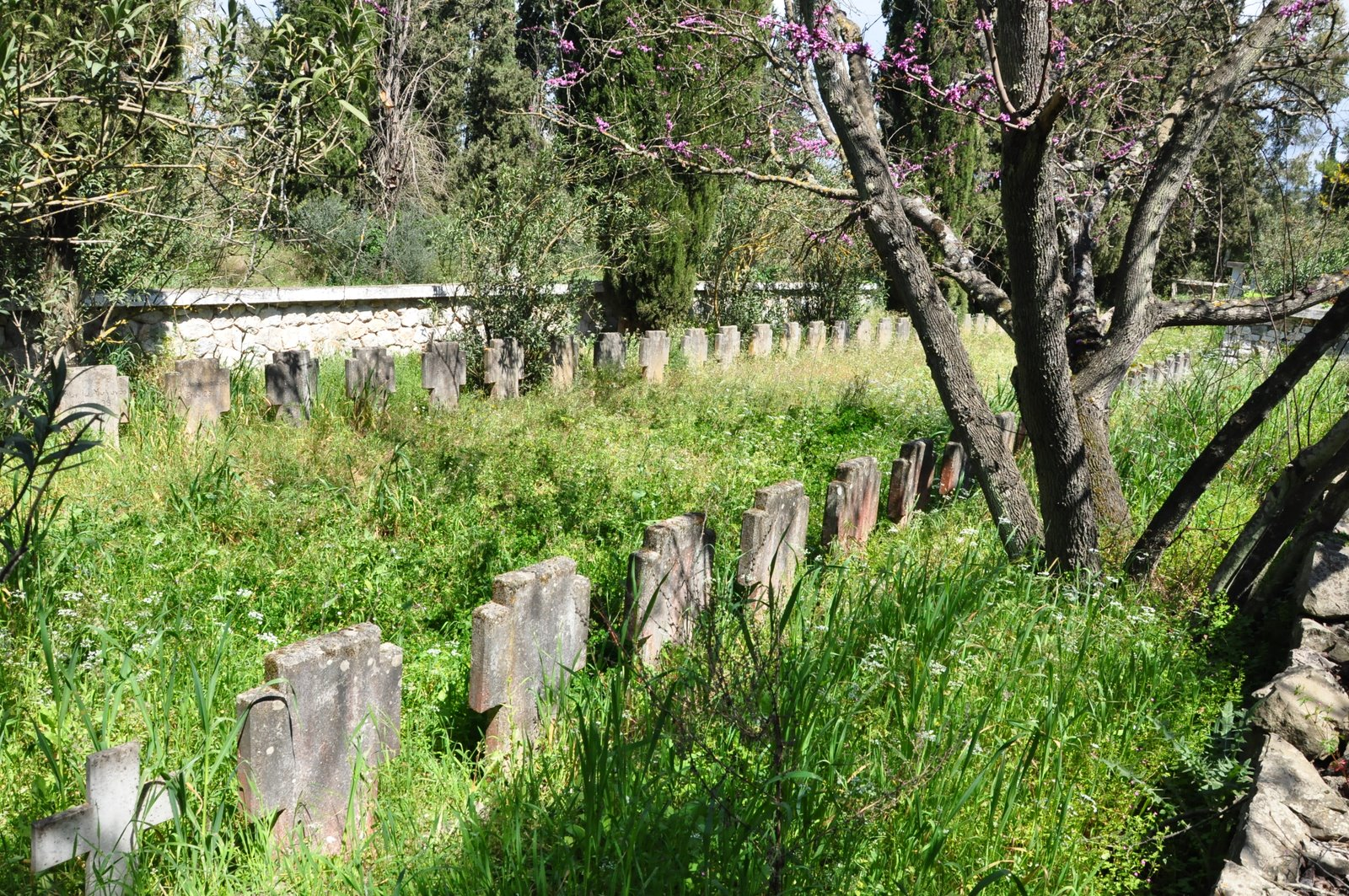
Cmentarz rozstrzelanego Batalionu Bezpieczeństwa, koło Meligalas

Najbardziej krwawym starciem okazała się dla nich trzydniowa bitwa w miasteczku Meligalas (gmina Ichalia w regionie Mesenia) na Peloponezie. Grecka skrajna prawica oraz faszyści greccy od dziesięcioleci traktują rocznicę tego wydarzenia jak swe nieformalne święto, a w Meligalas odbywają się co roku okazałe uroczystości. W latach 1953–1982 były to oficjalne obchody rządowe, obecnie w dniach 13–16 września miasto organizuje barwną imprezę turystyczną, określaną w niektórych źródłach, jednak nieformalnie, jako festiwal wina.

W dniach 13–16 września 1944 roku, liczący ok. 1000 osób garnizon Batalionów Bezpieczeństwa stacjonujący w Meligalas został zaatakowany przez 1200-osobowy oddział lewicowych partyzantów ELAS, dobrze wyposażonych m.in. w przejętą od Włochów broń ciężką i wspomagany przez kilkakrotnie liczniejszych powstańców ludowych. Zdobywając miejscowość, partyzanci zabili w walce oraz także rozstrzelali jako jeńców, uznanych na krótkim „sądzie ludowym” za zdrajców narodu oraz zbrodniarzy, znaczną część spośród wziętych do niewoli żołnierzy tego garnizonu oraz prawdopodobnie wszystkich oficerów. Już po odejściu oddziału partyzanckiego, pozostało na miejscu kilka tysięcy ochotników spośród miejscowej ludności, uprzednio wspierających partyzancki atak. Dokonano wtedy masakry także pozostałych przy życiu greckich hitlerowców. Źródła ELAS, nie zaprzeczając odpowiedzialności za ten akt, podają około 800 osób jako łączną liczbę ofiar – greckich żołnierzy hitlerowskich. Jeden ze świadków – amerykański radiotelegrafista – przekazał taki opis: 

Gdy tylko wprowadzono jeńców na główny plac miasteczka, tłum przerywał kordon ludowej milicji ELAS... Każdy chciał ich uderzyć przynajmniej jeden raz: laską, kijem, kamieniem, butem, czymkolwiek mógł dosięgnąć. Była to pierwsza okazja do zemsty i ludzie nie zmarnowali jej.

Niektóre źródła prawicowe mówią o wymordowaniu przez partyzantów także co najmniej 1500 (inne ze źródeł wspominają nawet o 3500) osób spośród ludności cywilnej, w tym o kobietach i dzieciach. Oskarżenie o mord na cywilach oraz łączna liczba ofiar, po stronie obrony, większa niż 800 nie znalazły potwierdzenia w pracach badającej to wydarzenie brytyjskiej komisji, ani w raportach greckiego zespołu biegłych sądowych, dokonującego ekshumacji, w 1945 roku.
W następnych dniach po tym wydarzeniu, w odwecie, Bataliony Bezpieczeństwa dokonały masowych mordów na ludności wielu okolicznych miejscowości, podejrzewanej o współpracę z partyzantami. Nastąpiły kolejne szturmy garnizonów, wszędzie połączone z pościgiem za uciekinierami i samosądem wobec ujętych żołnierzy Batalionów. Na całym Peloponezie ocaleli jedynie żołnierze z Patras i Tripoli, przekazani żywi, choć bez uzbrojenia, Brytyjczykom.

## Powojenne losy formacji
Oficjalnie, grecki rząd na wychodźstwie uznał służbę w Batalionach Bezpieczeństwa za zdradę. Wielu ich członków stanęło następnie przed sądem z zarzutem kolaboracji z okupantami. Jednak faworyzowani przez króla Jerzego II, prócz kilku wyjątków, albo otrzymali bardzo niskie wyroki, albo ułaskawiono ich lub nawet od razu awansowano.
W grudniu 1944, co najmniej 12 tysięcy żołnierzy Batalionów Bezpieczeństwa, jeszcze w zwartych jednostkach, tyle, że po stronie Brytyjczyków i greckich monarchistów, wzięło udział ateńskich 35-dniowych walkach przeciwko zgrupowaniu ELAS, określanych jako „Dekemvriana”. Następnie, po rozwiązaniu formacji, byli żołnierze Batalionów Bezpieczeństwa, w ramach nadterminowego poboru wojskowego, powołani zostali do służby w policji, wojsku oraz w elitarnej formacji Gwardii Narodowej. Wyróżnili się wtedy zarówno determinacją, jak i okrucieństwem oraz powszechnym stosowaniem tortur, wobec prawie połowy z ponad 80 tysięcy osób prześladowanych za lewicowe poglądy, licząc tylko w okresie od lutego do grudnia 1945. Zwłaszcza Gwardii Narodowej lewica zarzuca wiele zbrodni, w tym mordowanie osób podejrzanych o wspieranie walki partyzanckiej w greckiej wojnie domowej 1946–1949. Zatrudnianiu byłych hitlerowców, w organach bezpieczeństwa, usiłował przeciwstawić się m.in. prawicowy premier rządu Grecji, Nikolaos Plastiras, pełniący ten urząd od 3 stycznia 1945, wyznaczony, a następnie odwołany z urzędu 9 kwietnia 1945, wskutek konfliktu w tej sprawie, popieranej przez Wielką Brytanię. Przeciw masowemu zatrudnianiu byłych hitlerowców, w służbach bezpieczeństwa państwa greckiego, wystąpił (i także nieskutecznie) m.in. C.M. Woodhouse, były Dowódca Brytyjskiej Misji Wojskowej do greckich partyzantów, przekazując władzom greckim listę nazwisk osób, które w jego opinii w żadnym wypadku nie powinny były, lecz zostały tam już zatrudnione. W 1967 byli oficerowie Batalionów Bezpieczeństwa należeli do animatorów i ścisłego kierownictwa zamachu stanu.

Nieprzypadkowo, wielu spośród tworzących system junty pułkowników służyło w Batalionach Bezpieczeństwa, w okresie okupacji

 Obowiązujące w Grecji od roku 1989 przepisy prawa o ochronie danych osobowych, uchwalone przez partię prawicy oraz partię komunistyczną, w praktyce uniemożliwiają ujawnienie nazwisk wielu osób zamieszanych (po obu stronach) w wydarzenia wojny i wojny domowej. Wyjątkiem są publikacje ogłoszone przez sąd, za zgodą sądu, za zgodą samych zainteresowanych lub też odwołujące się do konkretnych wydań prasy, ale wyłącznie tej ukazującej się legalnie, przed wejściem w życie ustawy. Zniszczone zostały teczki personalne Greków nie pozostających już w czynnej służbie bezpieczeństwa państwa. Zakazane jest też tworzenie wszelkich, nieprzewidzianych prawem zbiorów informacji o osobach. Powoduje to trudność badania biografii byłych członków Batalionów Bezpieczeństwa – późniejszych polityków i wojskowych.

## Ordre de Bataille Batalionów Bezpieczeństwa
- Freiwillige Bataillon I (Veria)
- Freiwillige Bataillon II (Veria)
- Freiwillige Bataillon III (Serwia-Kozani)
- Freiwillige Bataillon IV (Jannitsa)
- Freiwillige Bataillon V (Kozani, Ptolemaida)
- Freiwillige Bataillon VI (Kozani)
- Freiwillige Bataillon VII (Sochos-Langadas, Kilkis)
- Freiwillige Bataillon VIII (Sochos-Langadas)
- Freiwillige Bataillon IX (Krya Vrissi)
- Freiwillige Bataillon X (Vichos i Eubea)
- Freiwillige Polizei Bataillon „Saloniki”
- Freiwillige Polizei Halb-Bataillon „Larissa”
- Freiwillige Polizei Bataillon „Euböa I”
- Freiwillige Polizei Bataillon „Euböa II” (Chalkis)
- Freiwillige Polizei Bataillon „Euböa III” (Chalkis)
- Freiwillige Polizei Bataillon „Leonidas” (Sparta)
- Freiwillige Bataillon „Agrinion”
- Freiwillige Bataillon „Megalopolis”
- Freiwillige Bataillon „Amfissa”
- Freiwillige Bataillon „Karditsa”